# Escudo de Itagüí
El escudo de armas de Itagüí es el emblema heráldico que representa a la localidad colombiana de Itagüí, en el departamento de Antioquia. El blasón fue diseñado en 1984 por el maestro Hernán Escobar Escobar, exdirector del Archivo Histórico de Antioquia, y adoptado oficialmente por el Concejo Municipal mediante el Acuerdo N.º 002 15 de marzo de 1996.
El escudo, junto con la bandera y el himno, tienen el reconocimiento de símbolos oficiales del municipio de Itagüí. Además, el blasón como símbolo de la ciudad forma parte de la imagen institucional de la administración municipal, por lo cual está presente en los actos protocolarios, en la papelería oficial, en el mobiliario urbano y en las obras públicas.

## Historia
Desde mediados de 1950 Itagüí adoptó un blasón, el cual sin ser oficializado de manera legal, fue usado por las administraciones municipales, quienes lo usaron como el “símbolo de la papelería oficial” entre los años de 1960 a 1990. Dicho emblema lo costeó la Sociedad de Mejoras Públicas, y fue diseñado por el maestro Emíro Botero.
El escudo es de forma cuadrilonga con la parte inferior en punta, sobre el blasón se ubica el cóndor, representado de frente, con las alas extendidas y mirando hacia la siniestra, tal vez influenciado por las viejas versiones del Escudo Nacional de Colombia; de su pico pende una cinta con la siguiente leyenda: Tierra de salud y tierra fecunda.
Dentro del escudo, a ambos lados del jefe se localizan cuatro banderas, dos de Itagüí y dos de Colombia, en medio de ambos pares una cornucopia, de la cual sale un rayo de luz. La figura central del escudo está conformada por el majestuoso Pico Manzanillo, y las vegas del territorio de Itagüí encerradas por la quebrada Doña María y el río Medellín.
El actual escudo fue elaborado e ideado por el maestro Hernán Escobar Escobar, en 1984, establecido por el Decreto N.º 174 de octubre 10 del mismo año, y adoptado oficialmente por el Concejo Municipal mediante Acuerdo N.º 002 de 15 de marzo de 1996.

## Características del escudo
El Acuerdo N.º 002 de 15 de marzo de 1996 establece las características de las armas de Itagüí, de la siguiente forma:
Proporciones: seis partes de alto por cinco de ancho.
Forma: cuadrilonga con la parte inferior redondeada.
Partición: escudo “medio partido”, o sea, dividido en dos partes por la mitad del escudo y cortado en dos, la parte superior quedando así entre partes la división interna total.
Figuras o piezas que lo componen: sobre el primer tercio del lado diestro del escudo y en el centro de su campo una columna griega estilo dórico sobre un fondo de metal plata y perfilada de color negro (sable). Sobre el segundo tercio del lado siniestro del escudo y en el centro de su campo sobre el campo de gules (rojo) una rueda dentada engranada a un tornillo sinfín, todo perfilado de color negro (sable) con esmalte de plata. Sobre el campo total del tercer tercio, parte inferior color azul (azur) de cielo, una montaña de color verde (sinople) al natural cuya base descansa sobre ondas alternadas de plata y azul (azur).
Adornos exteriores: sobre la línea superior que demarca el escudo, va en el centro en un primer plano un indígena de frente de color natural y adorna su cabeza una diadema de oro.
A sus lados diestro y siniestro los motivos espírolados que están grabados en los petroglifos que se encuentran en el barrio el Rosario del municipio.
Cinta ondulante: en la base inferior del escudo, una cinta ondulante esmaltada en su fondo de plata y con letras color negro (sable) con la siguiente leyenda: Municipio de Itagüí.